# Remédio constitucional
Remédios constitucionais, também conhecidos como tutela constitucional das liberdades, são os meios, ações judiciais ou direito de petição, postos à disposição dos indivíduos e cidadãos para provocar a intervenção das autoridades competentes, visando sanar ilegalidades ou abuso de poder.